# Ezio Santarelli
Ezio Santarelli (Fermo, 14 marzo 1921 – Fermo, 26 ottobre 2016) è stato un politico italiano, eletto nella III legislatura  alla Camera dei deputati e nella IV al Senato.

## Biografia
Partigiano durante la seconda guerra mondiale. Agricoltore, è membro degli organismi dirigenti provinciali e nazionali della Federmezzadri–CGIL dal 1947 al 1960. Dal 1951 fino a inizio anni '90 è consigliere comunale per il Partito Comunista Italiano a Fermo, ricoprendo anche il ruolo di assessore dal 1976 al 1985. Dl 1951 al 1954 è consigliere provinciale ad Ascoli Piceno. Ha avuto incarichi nella Direzione regionale dell'ANCI dal 1976 al 1990.
Nel 1958 viene eletto col PCI alla Camera dei deputati e successivamente nel 1963 passa al Senato, termina il proprio mandato parlamentare nel 1968.
Dopo lo scioglimento del PCI, aderisce prima al PDS e poi ai DS, di cui fa parte degli organismi dirigenti delle federazioni prima di Ascoli Piceno e poi di Fermo.